# Chinua Achebe
Albert Chinụalumogu Achebe (Ogidi, 1930. november 16. – Boston, 2013. március 22.) ibó származású, angol nyelven alkotó nigériai regényíró, költő, tanár. Az afrikai irodalom kimagasló alkotója.

## Életpályája
Achebe apja Isaiah Okafo Achebe megkeresztelkedett tanító volt. Achebe eredeti neve Chinụalụmọgụ az ibó nyelvből származik és jelentése „Isten küzd a kegyeimért”. 1930-ban született Ogidiben. Középiskoláit Umuahiában, egyetemi tanulmányait Ibadanban végezte. Irodalmat, történelmet és vallásfilozófiát tanult. Londonban a BBC munkatársa lett, majd hazatérve 1954 és 1966 között a Nigériai Rádió külügyi osztályának vezetője volt. Később a Heinemann könyvkiadó afrikai részlegének igazgatója. 1961-ben feleségül vette Christie Okolit, akitől négy gyermeke született. A nigériai polgárháború (1967–1970) alatt, majd az után is a politikai élet egyik jelentős figurája. Sok nigériai, angol és amerikai egyetemen tanított. 1990-ben egy autóbaleset után deréktól lefelé lebénult. 2009-től az amerikai Brown Egyetem professzora volt.

## Stílusa és témái
Achebe, műveiben országa és népe történelmét meséli el, amik különböző időszakokban játszódnak; a gyarmatosítás előtti kortól, egészen napjainkig. Fő témája az európai és afrikai emberek összeütközése. Afrikai hőseit nem idealizálja, erényeikkel és hibáikkal együtt mutatja be őket. Emellett keserű iróniával, gyilkos és szatirikus humorral rajzolja le az egész gyarmati rendszert és a tisztviselők igazi arcát. Nagyszerűen felfedezhető regényeiben a gyarmatosítás előtti törzsi életforma jellegzetességei, az elnyomó gyarmati uralom, és a függetlenség kivívása utáni káosz, korrupció.

## Ars poeticája
Achebe 1964-ben Az író szerepe egy új nemzet életében című cikkében így fogalmazta meg saját írói hitvallását:
„Az írónak a modern társadalomban gondolkoznia kell azokon a dolgokon, amelyek a jelenben oly sok különböző tevékenység okai és eredményei, és művészi színvonalon kell kifejeznie a valóságot. Az íróé a felelősség azért, hogy munkája ne legyen selejtes. Ez ma nagyon fontos, hiszen a kiadók bármilyen gyatra írást kiadnak, ami Afrikából származik, mivel Afrika divatba jött… Az afrikai társadalomnak a múltban, minden hibájuk mellett is, nem a kultúra fogyasztói, hanem alkotói voltak… Elérkezett újra az ideje annak, hogy mi, mai írók és művészek, folytassuk a jó munkát, és ha ezt tesszük, nem csupán a saját életünket gazdagítjuk, hanem hozzájárulunk az egész világ gazdagságához.”
Egy másik cikkében az afrikai író egyik fontos feladatának tartja, hogy segítsen visszaszerezni népének a gyarmati rendszerben megcsorbult emberi méltóságukat.

## Regényei
- 1958 – Széthulló világ (Things Fall Apart)
- 1960 – Örökké nyugtalanul (No Longer at Ease)
- 1964 – Isten nyila (Arrow of God)
- 1966 – A nép fia (Man of the People)
- 1987 – Hangyabolyok a szavannán (Anthills of the Savannah)

## Magyarul
- Örökké nyugtalanul. Regény; ford. Borbás Mária, versford. Borbás Pál; Európa, Bp., 1964
- A nép fia; ford., bev. Karig Sára; Magvető, Bp., 1974 (Világkönyvtár)
- Széthulló világ. Regény; ford. Béres Mária, versford. Tandori Dezső; Európa, Bp., 1983

## Fordítás
- Ez a szócikk részben vagy egészben  a   Chinua Achebe című angol Wikipédia-szócikk fordításán alapul.  Az eredeti cikk szerkesztőit annak laptörténete sorolja fel. Ez a jelzés csupán a megfogalmazás eredetét és a szerzői jogokat jelzi, nem szolgál a cikkben szereplő információk forrásmegjelöléseként.